# خوسرخ
خوسرخ (به لاتین: Khosrekh) یک منطقهٔ مسکونی در روسیه است که در شهرستان کولینسکی واقع شده‌است.